# Mamadou Ouedraogo
Mamadou Ouedraogo (Alto Volta, (en la actualidad Burkina Faso), 30 de mayo de 1967) es un exnadador burkinés.
Representó su país en los Juegos Olímpicos de Atenas 2004. Fue el abanderado en la ceremonia de apertura de dichos Juegos. Compitió en estilo libre, 50 metros.